# ポール・マリナッジ
ポール・マリナッジ（Paul "Paulie" Malignaggi、1980年11月23日 - ）は、アメリカ合衆国のニューヨーク州ニューヨーク市ブルックリン出身の元プロボクサー。元IBF世界スーパーライト級王者。元WBA世界ウェルター級王者。世界2階級制覇王者。

## 来歴

### アマチュア時代
早くからボクシングを始め、アマチュアとしてキャリアをスタートさせた。1998年と2001年にはニューヨークゴールデングローブアマチュアチャンピオンになった。
2000年、全米選手権にライト級(60kg)で出場し優勝を果たす。ナショナル・ゴールデングローブに出場するが準々決勝でウルバノ・アンティロンに敗退した。

### プロ時代
2001年7月7日に20歳でプロデビューする。デビュー後3戦はKO勝利で飾るが、以降は判定で勝ちを収める自身のスタイルを確立する。2004年12月4日にはWBCインターナショナルスーパーライト級王座を7回負傷判定勝利で獲得。2006年2月10日にはWBCアメリカ大陸スーパーライト級王座も獲得した。
2006年6月10日、WBO世界スーパーライト級王者ミゲール・コットに挑戦するが、12回判定負けでキャリア初黒星となった。
2007年は1戦ノンタイトル戦を挟んで、6月16日にIBF世界スーパーライト級王者ラブモア・ヌドゥに挑戦し、12回判定勝利を収めて王座を獲得した。
2008年1月5日、ハーマン・ヌゴージョと対戦し、3-0の判定勝ちを収めIBF世界スーパーライト級王座の初防衛に成功した。
2008年5月24日、ラブモア・ヌドゥと再戦し、2-1の判定勝ちを収めIBF世界スーパーライト級王座の2度目の防衛に成功した。
2008年9月、指名挑戦者ハーマン・ヌゴージョとの再戦よりもIBO世界スーパーライト級王者リッキー・ハットンとの対戦を優先させるため、IBF世界スーパーライト級王座を返上した。
2008年11月22日、リッキー・ハットンと対戦し、11回TKO負けを喫しIBO世界スーパーライト級王座の獲得に失敗した。
2009年8月22日、ヒューストンのトヨタセンターでNABO北米スーパーライト級王座決定戦をファン・ディアスと争い、12回0-3(110-118、113-115、112-116)の判定負け。しかし内容は接戦であり、マリナッジが勝っていたとする意見も多くあった。
2009年12月12日、ファン・ディアスとのダイレクトリマッチに12回3-0(3者共116-111)の判定勝ちを収め、NABO北米スーパーライト級王座を獲得。

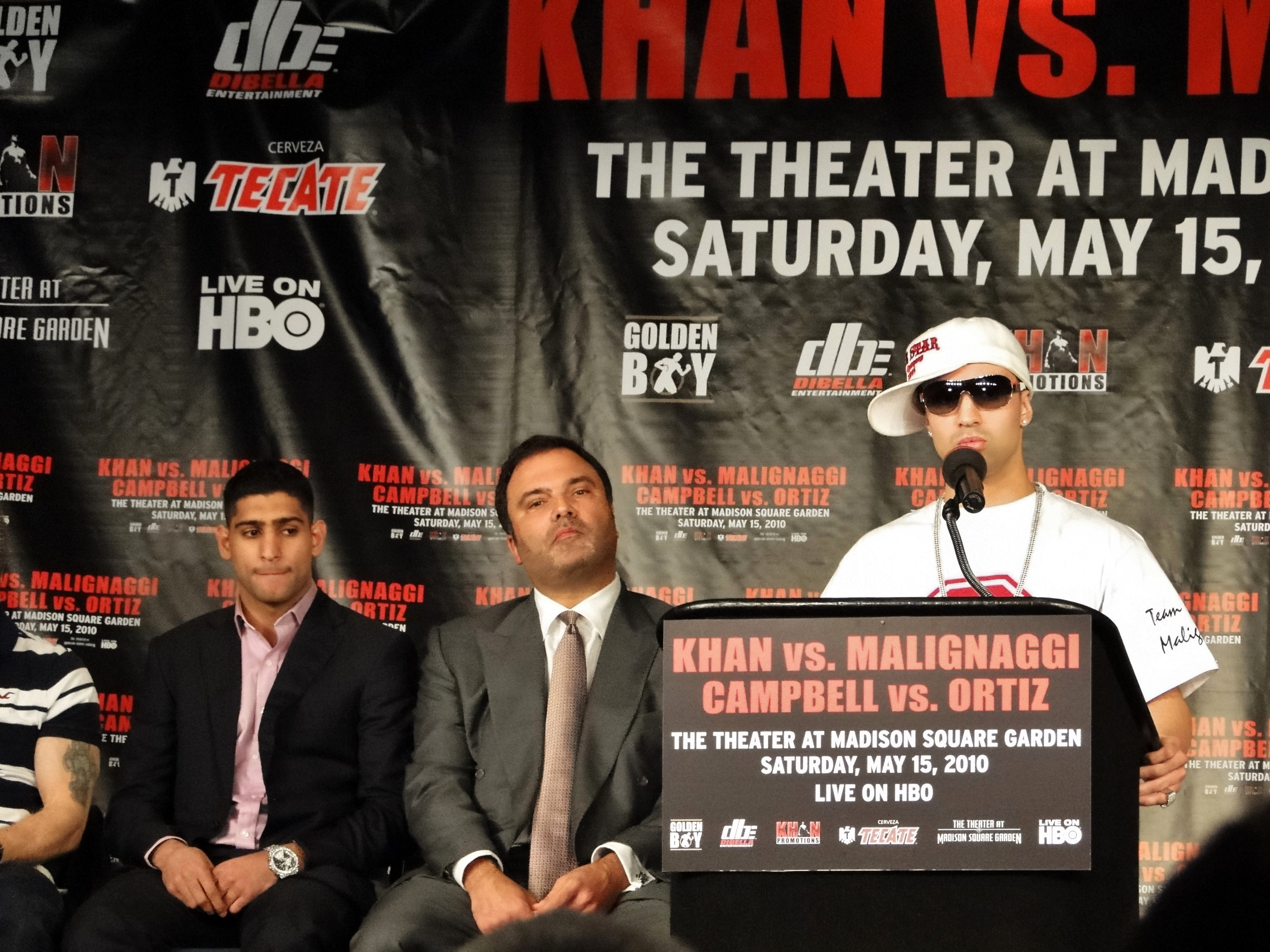
アミール・カーン戦に向けての記者会見でスピーチをするマリナッジ。左はカーンとゴールデンボーイ・プロモーションズのリチャード・シェイファー（中央）。

2010年5月15日、アミール・カーンのWBA世界スーパーライト級王座に挑戦し、11回TKO負けで王座獲得ならず。
2012年4月29日、ウクライナでビチェスラフ・センチェンコのWBA世界ウェルター級王座に挑戦し、9回1分10秒TKO勝ちを収め王座を獲得し2階級制覇に成功した。
2012年10月20日、ニューヨーク・ブルックリンのバークレイズ・センターにてWBA世界スーパーライト級暫定王者パブロ・セサール・カノと対戦。しかし前日計量でカノが体重超過、カノが勝ってもタイトルの移動はなくマリナッジが勝った場合は防衛と言う変則試合となった。試合は11回にダウンをするが12回2-1（109-118、114-113×2）の判定勝ちを収め、初防衛に成功したが場内からは大きなブーイングが聞こえる結果となりカノの勝利を支持する声が大きかった。
2013年6月22日、バークレイズ・センターにてエイドリアン・ブローナーと対戦し、1-2(113-115、115-113、111-117)の判定負けを喫し2度目の防衛に失敗、王座から陥落した。
2013年12月7日、バークレイズ・センターにてザブ・ジュダーとNABF北米ウェルター級王座決定戦で対戦し、12回3-0(116-111、117-110×2)の判定勝ちを収め王座を獲得した。
2014年4月19日、ワシントンD.C.のDCアーモリーでベイブット・シュメノフVSバーナード・ホプキンスの前座でIBF世界ウェルター級王者ショーン・ポーターと対戦するが、4回1分14秒TKO負けを喫しWBAに続くウェルター級2冠とはならなかった。
2015年5月29日、バークレイズ・センターにてアミール・カーン対クリス・アルギエリの前座でダニー・オコーナーとノンタイトル10回戦で対戦予定だったが、マリナッジがスパーリング中に目の上をカットして試合欠場が決まった。
2015年8月1日、1年4ヶ月ぶりの試合、バークレイズ・センターにてWBA世界スーパーライト級スーパー王者ダニー・ガルシアとノンタイトル12回戦を行い、9回2分22秒TKO負けを喫した。マリナッジは試合後に「おそらく再び試合をすることは無い」と、事実上の引退を発表した。
しかし早くも引退を撤回。2015年9月28日、イタリアロンバルディア州のティートロ・プリンシペにてラズロ・ファゼカスと対戦し、3-0（3者とも80-71）の8回判定勝ちを収めた。
2017年3月4日、ロンドンのO2アリーナでサム・エギントンと対戦し、8回1分50秒KO負けを喫した。
2017年3月6日、現役引退を発表しSky Sportsとチャンピオンシップ・ボクシングの専属解説者となった。
2019年6月23日、現役復帰をしてグローブを着けない素手で戦うベアナックル・ボクシングで総合格闘家のアルテム・ロボフと対戦し、判定負けを喫した。
2021年10月3日、フロリダ州マイアミでTikTokrのCorey Bとエキシビションで対戦した。

## 獲得タイトル
- WBCインターナショナルスーパーライト級王座
- WBCアメリカ大陸スーパーライト級王座
- IBF世界スーパーライト級王座（防衛2）
- WBA世界ウェルター級王座（防衛1）